# الانتخابات الرئاسية الألمانية 2012
الانتخابات الرئاسية الألمانية 2012 هي الانتخابات الرئاسية الألمانية ‏ التي جرت في 18 مارس 2012، في ألمانيا، لانتخاب رئيس ألمانيا، فاز بالانتخابات يواخيم غاوك، وحصل على 991 صوتاً، وقد بلغت عدد الإصوات المشاركة في الانتخابات 1,228 صوتاً، قبل منها 1,120 صوتاً.

## المرشحين
| المرشح         | الحزب | عدد الأصوات |
| -------------- | ----- | ----------- |
| يواخيم غاوك    |       | 991         |
| بيات كلارسفيلد |       | 126         |
| أولاف روز      |       | 3           |